# Дюальд, Жан-Батист
Жан-Батист Дюальд, в старых изданиях пишется Дю Гальд или Дюгальд (фр. Jean-Baptiste Du Halde, кит. 杜赫德, пиньинь Dù Hèdé. 1 февраля 1674 г., Париж — 18 августа 1743 г., там же) — французский историк-востоковед, монах Ордена иезуитов. Один из наиболее влиятельных и авторитетных китаеведов XVIII в., редактор и составитель фундаментального «Описания Китайской империи» (Description de l’empire de la Chine). Хотя Дюальд сам не знал китайского языка и никогда не был в Китае, он координировал работу по обработке и публикации информации, поступавшей в Париж от работавших в Китае французских иезуитов.

## Жизнь и труды
Вступил в Орден иезуитов в 1692 г., одновременно заняв место профессора в одном из коллежей Парижа. В 1711—1743 гг. редактировал Lettres édifiantes et curieuses, écrites des Missions étrangères, par quelques missionnaires de la Compagnie de Jésus — фундаментальнейший 34-томный свод сведений об отдалённых странах мира, созданных иезуитскими учёными и миссионерами. Дюальд был редактором-составителем и автором предисловий к томам IX—XXVI.
Редакторская работа Дюальда, а особенно составленный им на основе 27 сочинений четырёхтомный свод Description géographique, historique, chronologique, politique et physique de l’empire de la Chine et de la Tartarie chinoise («Географическое, историческое, хронологическое, политическое и физическое описание Китайской империи и китайской Татарии», 1736), оказал сильное влияние на интеллектуалов эпохи Просвещения. Не издававшиеся до того времени биографии и иезуитские трактаты стали почвой для многочисленных дискуссий о природе философской монархии, деизме, естественной религии и т. п. В те же годы Дюальд впервые издал карты Кореи и Китая (всего 42 карты разных провинций), составленных Жан-Батистом Режи (1665? — 1737) и Жан-Батистом Бургиньон д’Анвилем (1697—1782).
«Описание Китайской империи» было первым энциклопедическим трудом обо всех сторонах жизни китайской цивилизации, в том числе о государственном устройстве, биографии императоров, сельском хозяйстве, технологии изготовления фарфора и т. п. Здесь же впервые была напечатана биография В. Беринга. Труд очень быстро был переведён на все европейские языки, включая английский (1738), немецкий (1741) и русский (1786), и пользовался большой популярностью. Как источник представлений о Китае в XVI—XVIII в. он сохраняет свою ценность и поныне.
Некоторые труды Дюальда так и остались в рукописях, например Le Sage chrétien, ou les Principes de la vraie sagesse, pour se conduire chrétiennement dans le monde paru (1724).